# Grūšlaukės miškas
Grūšlaukės miškas este o arie protejată (arie specială de conservare — SAC, sit de importanță comunitară — SCI) din Lituania întinsă pe o suprafață de 509,6 ha, integral pe uscat.

## Localizare
Centrul sitului Grūšlaukės miškas este situat la coordonatele 56°02′27″N 21°26′24″E / 56.0409°N 21.44°E.

## Înființare
Situl Grūšlaukės miškas a fost declarat sit de importanță comunitară în august 2016 pentru a proteja un număr necunoscut de specii din flora spontană și fauna sălbatică aflate în arealul zonei. Situl a fost protejat și ca arie specială de conservare în aprilie 2018.

## Biodiversitate
Situată în ecoregiunea boreală, aria protejată conține 1 habitat natural: Taiga vestică.
La baza desemnării sitului se află un număr nedeclarat de specii protejate.